# Levante dos Marimbondos
O Levante dos Marimbondos, ou Guerra dos Marimbondos foi um levante ocorrido entre dezembro de 1851 e fevereiro de 1852, durante o Segundo Reinado, nas províncias do Nordeste, em especial em Pernambuco, Ceará, Alagoas e Rio Grande do Norte. Foi realizada por pequenos agricultores inconformados com a promulgação, em junho de 1851, do Regulamento do Registro dos Nascimentos e Óbitos no Império e do decreto que instituía o primeiro Censo demográfico da população no Brasil.
Tal regulamento visava registrar civilmente a população brasileira. Todavia, os sertanejos, livres e alforriados, viam a passagem do registro da Igreja para o Estado como um meio de reverter a sua situação, levando-os novamente à situação de escravizados.

## Contexto
O decreto imperial n. 797 de 18 de junho de 1851 instituía que cada distrito teria um livro de Registros de Nascimentos e outro para Registros de Óbitos em posse do Juiz de Paz já no primeiro mês de 1852, como um esforço para estabelecer uma contagem da população. Para que os sacramentos católicos fossem aplicados (no caso, o batismo para as crianças e a extrema-unção para os enfermos), o registro civil era obrigatório.
Esta tarefa era antes atribuída à Igreja Católica, que, por meio da certidão de batismo, possuía os dados do indivíduo (data de nascimento, filiação e condição de livre ou escravizado). Com o decreto, os Cartórios seriam os novos guardiões destas informações.
Já o decreto n.798 implantava o Censo geral do Império, a se realizar no mês de julho de 1852.
Na parcela da população que era livre, porém pobre, houve a circulação de boatos e o receio crescente de que estes registros os levassem à reescravização. Esta siuação ocorria cotidianamente no Brasil, quando senhores impetravam ações para reaver escravos que, segundo eles, viviam ilegalmente em liberdade. Aos negros e pardos livres cabia a defesa de sua liberdade com a posse de cartas de alforria, a alegação de ter chegado ao Brasil após o fim do tráfico negreiro em 1850 ou a acusação de violência.
Soma-se a isso o fato de que a interrupção do tráfico negreiro levou à escassez de mão-de-obra no Nordeste, pois muitos escravos foram vendidos para atender a cultura cafeeira no Sudeste e o centro urbano do Rio de Janeiro. Sendo assim, a população pobre residente no Nordeste sentiu-se ameaçada com a possibilidade de perder a condição de trabalhadores livres.

## Revolta
O levante ganhou o nome de "Guerra dos Marimbondos" em alusão ao barulho que a multidão de populares fazia ao entrar nas vilas, rasgando os editais e protestando contra os decretos.
A revolta ocorreu de forma descentralizada no Nordeste, tendo seu foco principal em Pernambuco. Em outras províncias, como Alagoas, Sergipe, Paraíba e Ceará também ocorreram agitações populares em diversos distritos.
Já em dezembro de 1851, começam alguns motins em variados distritos do Nordeste, com os agricultores pobres chegando às vilas e protestando contra a instauração da nova lei, armados com facões e paus de madeira e ameaçando atacar figuras políticas e administrativas locais, incluindo delegados, escrivães e padres.
Muitas vezes não havia efetivo policial suficiente para conter os populares, mesmo que fossem enviados soldados de outras localidades. 
Os rumores circularam entre o segmento livre, mas pobre, da população, e havia um receio crescente de que estes registos os levassem à reescravização. Em outros casos, tentaram-se medidas de pacificação da população, com a intervenção de padres católicos,  para interceder pela paz entre os populares.Ainda assim, motins foram registrados até fevereiro de 1852, com a ocorrência pontual de mortes de soldados e revoltosos.

## Repercussão
Em decorrência do levante, o Império desistiu de sua implantação em 29 de janeiro de 1852. O primeiro Censo em território brasileiro veio a se concretizar somente 20 anos depois, em 1872.